# جوآن (مجموعه تلویزیونی)
جوآن یک مجموعه تلویزیونی درام جنایی شش قسمتی بریتانیایی است که توسط آنا سایمون برای شبکه آی‌تی‌وی تولید شده است. سوفی ترنر نقش شخصیت واقعی جوآن هانینگتون را بازی می‌کند، شخصیتی که توسط استفاده‌های خاصی از دنیای زیرزمینی بریتانیا به «مادر خوانده» معروف است. پل فریفت به عنوان تهیه‌کننده و ریچارد لاکستون کارگردانی سریال را بر عهده دارد.

## خلاصه داستان
این سریال نشان دهنده سفر هانتینگتون از یک زن خانه‌دار و مادر، به مجرم کوچک، تا دزد الماس و مغز متفکر جنایتکار در لندن در دهه ۸۰ میلادی است.

## بازیگران
- سوفی ترنر در نقش جوآن هانینگتون
- فرانک دیلان در نقش بویزی هانینگتون
- میا میلیشامپ لانگ در نقش کلی
- کرستی جی کرتیس در نقش نانسی
- گرشوین یوستاش جونیور در نقش آلبی
- تومی می در نقش پادشاه
- لورا آیکمن در نقش وال
- الکس بلیک در نقش برنارد

### انتخاب بازیگران
در ماه می ۲۰۲۳ مشخص شد که فرانک دیلین به گروه بازیگران پیوسته است. صحنه اولیه ای که در آن شخصیت دیلان برای اولین بار با جوان ملاقات می‌کند، توسط پسر واقعی جوآن هانینگتون، بنی انجام شده است.

### فیلمبرداری
فیلمبرداری این سریال در ماه می ۲۰۲۳ در هرن بی، کنت آغاز شد. در ادامه فیلمبرداری در همان ماه در بیرمنگام انگلستان انجام شد. همچنین فیلمبرداری در اوت ۲۰۲۳ در رویال لیمینگتون اسپا، واریک‌شر، و در سپتامبر ۲۰۲۳ در مالورن، ووسترشر
انجام شد.

## نقدها
در وب‌سایت بازبینی جمعی راتن تومیتوز، جوآن بر اساس ۶ نقد، با میانگین امتیاز ۶٫۵ /۱۰، امتیاز ۶۷ درصد را گرفت که نشان دهنده فیلمی متوسط رو به بالا از نظر منتقدان است. همچنین متاکریتیک که از میانگین وزنی استفاده می‌کند، بر اساس نظر ۸ منتقد، امتیاز ۶۰ از ۱۰۰ را به این سریال اختصاص داده است که نشان دهنده نقدهای «مختلط یا متوسط» است.